# ホーム島
ホーム島（ホームとう、Home Island）とは、インド洋にある、オーストラリア領ココス諸島の島である。小さな島だがバンタム村があり、ココス諸島600人余りの住人のうち約3⁄4がホーム島に居住している。
アレキサンダー・ヘアとジョン・クルーニーズ＝ロスがココス諸島に住み着いた時、この島に住み着いた。
島の住民は自らをオラン・プルー（オランは人間、プルーはプロウ（島）の転音の意味らしい）、又はオラン・ラウト（海の民を意味する）と称する。彼らの出自はヘアがココヤシ生産の労働として連れて来たマレー系がほとんどである。
マレー系の人達が住む住宅地は1980年代に大きく改修され、従来のヤシ葺きの木造から近代的なトタン葺きモルタル建築となった。コプラ工場の跡地やモスク、学校がある。島の北端にロス家の一族も眠るクリスチャンとムスリムの共同墓地があり、また、南端にはロス3世が建てたオセアニア・ハウスと言う建物がある。
島の西側に港があり、ココス諸島の行政府があるウェスト島との間をフェリーが運航している。ウェスト島の職場に通勤している人も多い。